# Maison des femmes de Saint-Denis
La Maison des femmes de Saint-Denis est un centre d'accueil, de consultation et de prévention des femmes en difficulté ou victimes de violences, situé à Saint-Denis (Seine-Saint-Denis) fondé par la gynécologue Ghada Hatem-Gantzer en 2016.
Le lieu est rattaché au centre hospitalier de Saint-Denis.

## Historique
Ghada Hatem-Gantzer, cheffe du service de gynécologie-obstétrique de la maternité du centre hospitalier de Saint-Denis, imagine à partir de 2014 un centre pluridisciplinaire pour venir en aide aux femmes vulnérables,. La structure réunit en un même lieu environ 80 professionnels de santé et du secteur social,. Le financement est assuré à la fois par des subventions publiques et des dons privés, notamment de fondations
Le projet est soutenu dès ses débuts par des personnalités publiques, comme les artistes Inna Modja, Imany ou encore Brigitte.
Le 8 mars 2014 une première pierre est posée, puis la Maison des Femmes est inaugurée le 8 juillet 2016 avec le parrainage de la chanteuse et actrice malienne  Inna Modja.
En 2017, selon l'INSEE, le taux de pauvreté en Seine-Saint-Denis est le plus élevé de France métropolitaine. De plus, selon l’Observatoire des violences envers les femmes, 36 000 habitantes de la Seine-Saint-Denis de 15 à 59 ans ont déjà subi des violences conjugales. Bien que les violences conjugales n’aient aucun déterminant social, Ghada Hatem-Gantzer a découvert à Saint-Denis une patientèle difficile vivant dans un environnement compliqué.
La Maison des Femmes de Saint-Denis fait partie des structures prenant en charge aux femmes victimes de mutilations sexuelles de l'accompagnement psychologique des femmes excisées jusqu'à si besoin la chirurgie réparatrice du clitoris, pratiquée depuis 2013 au centre hospitalier,.. Selon le docteur Emmanuelle Piet (cité dans un rapport du Sénat) « dans ce département, 16% des femmes qui accouchent ont été mutilées ».
En 2021, une extension de 230 m2 permet de doubler la surface du centre, avec notamment l'ouverture d'un petit bloc opératoire interne, notamment pour les IVG.

## Activités
La Maison des femmes de Saint-Denis réunit en un même lieu des équipes pluridisciplinaires de santé et du secteur social, autour de la planification familiale (dont IVG), de l'accueil social des femmes victimes de violences et de la prise en charge des femmes victimes de mutilations sexuelles. C'est la première structure en France qui prend en charge de façon globale (médicale, sociale, juridique, psychologique, post-traumatique) les violences faites aux femmes. ). Selon Ghada Hatem-Gantzer « la maison a été pensée pour révéler tous les atouts qu'elles ont pour sortir des violences et se reconnecter avec elles-mêmes ».
Depuis 2019, les femmes peuvent déposer plainte pour violences au sein de la Maison des femmes. Chaque jour, entre 60 et 90 femmes sont reçues, soit plus de 15 000 consultations à l’année,,. En 2020, 1400 interruptions volontaires de grossesse y ont été pratiquées.
Ce modèle de structure pluridisciplinaire inspire les collectivités et l’État, avec des projets de généralisation du dispositif sur l'ensemble du territoire,.

## Soutiens
En 2020, Oxmo Puccino cède à la Maison des femmes de Saint-Denis les droits de son titre Tendrement.
Le centre s'associe en 2021 avec l'INA et Cinétévé pour concevoir le court-métrage Good girl, retraçant avec ironie un siècle d'éducation des filles (réalisation : Mathilde Hirsch ; voix : Agnès Jaoui).